# San Sebastián, San Joaquín
San Sebastián är en ort i Mexiko.   Den ligger i kommunen San Joaquín och delstaten Querétaro Arteaga, i den centrala delen av landet, 180 km norr om huvudstaden Mexico City. San Sebastián ligger 946 meter över havet och antalet invånare är 114.
Terrängen runt San Sebastián är bergig norrut, men söderut är den kuperad. San Sebastián ligger nere i en dal. Runt San Sebastián är det ganska glesbefolkat, med 38 invånare per kvadratkilometer. Närmaste större samhälle är Pacula, 17,7 km öster om San Sebastián. I omgivningarna runt San Sebastián växer huvudsakligen savannskog.